# Parliament Square
Parliament Square er et torv eller en plads nordvest for Palace of Westminster i City of Westminster i England.

## Turistattraktion
Pladsen er en af Londons store turistattraktioner. Torvet er omgivet af magtfulde symboler på den britiske stat. Derfor er der ofte demonstrationer på pladsen.

## Omgivelser
Parliament Square er omgivet af nogle af statens vigtigste institutioner:
- Den udøvende magt ligger mod nord. Whitehall og Downing Street er hjemsted for ministerier og styrelser.
- Den dømmende magt ligger mod vest. Middlesex Guildhall er hjemsted for den britiske højesteret og Statsrådets Retsudvalg.
- Den symbolske magt ligger med syd. Den kongelige kronings-, bryllups- og begravelseskirke Westminster Abbey repræsenterer kongemagten og den engelske kirke.
- Den lovgivende magt ligger mod øst. Palace of Westminster er hjemsted for det britiske parlament med Overhuset og Underhuset.